# Gaz naturel pour véhicules
Pour les articles homonymes, voir GNV.
 (janvier 2019).
|                                                     |  |                                                     |
| Étiquette pour appareil de distribution GNL, France |  | Étiquette pour appareil de distribution GNC, France |

Le gaz naturel pour véhicules (abrégé en GNV)  est du gaz naturel utilisé comme carburant pour les véhicules à moteur comme les automobiles, les autobus ou les camions. Le gaz naturel est constitué d'environ 97 % de méthane, il s'agit du même gaz que celui distribué en France sur le réseau de GRDF et qui est utilisé par les particuliers pour la cuisine ou le chauffage.
Pour la France, ce gaz naturel provient principalement de l'étranger (Norvège, Russie, Algérie, Pays-Bas).
Le GNV recouvre plusieurs carburants, dont :
- le gaz naturel comprimé ou GNC,
- le gaz naturel liquéfié ou GNL.

Le GNC (Compressed natural gas ou CNG en Belgique) est généralement stocké sous pression (200 bars) dans des réservoirs spécifiques du véhicule.
Le GNL est généralement stocké dans des réservoirs cryogéniques à une température de l'ordre de −160 °C et à une pression de quelques bars.
Il est aussi possible d'utiliser du biométhane produit par des installations de méthanisation (usines de traitement des ordures ménagères, stations d'épuration, digesteurs agricoles). On parle alors de bioGNV, et par conséquent de bioGNC et de bioGNL.

## Caractéristiques
- Inflammabilité : le point d'éclair du GNV est - 188 °C, c'est-à-dire que quelle que soit la température externe, il peut s'enflammer ou exploser, contrairement au diesel, dont le point d'éclair est de 70 °C. Il est classé extrêmement inflammable[4].
- Explosivité : en dispersion dans l'air, si sa concentration est comprise entre 5 et 15 %, le GNV brûle ou explose au contact d'une flamme, exactement comme le gaz naturel.
- Diffusivité : le GNV, plus léger que l’air, se dissipe rapidement en cas de fuite à l'air libre. En atmosphère confinée, il peut former des volumes explosifs. Cependant, il n’existe aucune restriction concernant l’accès aux parkings souterrains pour les véhicules fonctionnant au GNV. Toutefois, ces véhicules peuvent se voir interdire l'accès à certains tunnels, tel que celui de Toulon, dans le Var[5], ou même le Duplex A86, dans les Hauts-de-Seine.
- Au rythme actuel de consommation le gaz naturel sera épuisé après le pétrole (63 ans pour le gaz contre 54 ans pour le pétrole)[6].
- Le biogaz est une source additionnelle.
- Émissions de CO2 : réduites de 25 % par rapport à l'essence, mais bien supérieures à celles des voitures électriques, qui réduisent les émissions de 77 % en France et 63 % en Europe[7].
- Émissions de particules : faibles à nulles.

## Dénomination
Le sigle « GNC », pour gaz naturel comprimé, était utilisé en France jusqu'au début des années 1980 pour désigner le gaz naturel utilisé comme carburant des véhicules automobiles, et en anglais on utilisait Compressed natural gas (CNG), mais à l'époque ce carburant était très peu utilisé à part en Italie et en Nouvelle-Zélande. Lorsqu'il y a eu un regain d'intérêt pour ce carburant, les spécialistes chez Gaz de France et chez les constructeurs automobiles français, ont considéré que l'expression « gaz naturel comprimé » était devenu inadaptée. Elle était considérée comme archaïque, ne reflétant pas sa signification et ne correspondant pas à l'utilisation du gaz naturel liquide (non comprimé) comme carburant, d'autant plus que le gaz naturel comprimé peut servir à d'autres choses que propulser un véhicule. Un temps on utilisa l'expression « gaz naturel carburant » (dont le sigle était également GNC), mais c'est finalement « gaz naturel véhicules » (avec son sigle GNV) qui fut retenu officiellement par l'ensemble de la filière, l'usage a légèrement transformé cette expression en « gaz naturel pour véhicules ». Ce choix a été influencé à l'époque par le fait que depuis quelques années déjà les Canadiens utilisaient un sigle proche : NGV (natural gas vehicle) pour désigner les véhicules roulant au gaz naturel.
À noter que les pouvoirs publics français utilisent exclusivement l'expression « gaz naturel pour véhicules » ou son sigle GNV.
Pour la France et depuis octobre 2018, en application de la directive européenne 2014/09/UE , en plus de la dénomination usuelle du carburant à la pompe qui varie selon le pays, par exemple GNL en Français, un logo normalisé est apposé sur le dispositif de distribution. Les carburants sous forme de gaz sont désignés par un diamant, avec CNG pour le gaz naturel comprimé et LNG pour le gaz naturel liquéfié.

## Histoire
L'utilisation de combustible gazeux pour la propulsion des véhicules est assez ancienne. Durant la Seconde Guerre mondiale, du fait de la rareté de l'essence, des véhicules sont équipés pour pouvoir utiliser du gaz de ville en Europe. Après la guerre, le nombre de véhicules roulant au gaz diminue fortement.
À la suite de la découverte du gisement de gaz naturel de Lacq en France, l'utilisation de ce combustible pour la carburation automobile se développe, notamment dans le sud-ouest. Mais cette utilisation restera marginale en France.
Cependant quelques pays dans le monde utilisent le GNV à une plus grande échelle, notamment la Nouvelle-Zélande et dans une moindre mesure l'Italie, les États-Unis et la Bulgarie.
À partir du milieu des années 1980, l'entreprise publique Gaz de France décide de relancer l'utilisation du GNV. Ces efforts, menés notamment avec Renault Véhicules industriels et Citroën, conduiront à la mise en service d'une flotte de véhicules utilitaires fonctionnant au GNV sur un site de l'entreprise, dans la banlieue de Nantes, ainsi qu'à l'utilisation de bus au gaz naturel lors des Jeux olympiques d'hiver d'Albertville en 1992.
Prototype :
Les premiers essais de fabrication d'un moteur fonctionnant au gaz naturel de ville (c'est le GNV de l'époque), ont été faits en partenariat entre Renault véhicule Industriel et la Régie des transports de Marseille. Afin de mener à bien son expérience, RVI s'est associé avec la société des moteurs Baudoin de Marseille. La technique utilisée a été celle de l'« allumage commandé », après modification des têtes de culasses d'un V8-510 d'autobus PR100.
Autre difficulté : la réalisation de réservoirs suffisamment résistants pour recevoir un gaz comprimé, tout en assurant une garantie totale pour les usagers transportés, et l'environnement. Le choix s'est naturellement porté sur l'association de matériaux composites (fibres de carbone et résine). Le processus, très lent, de mise en compression était réalisé par un compresseur de fabrication suisse. Il durait 12 heures, pour une capacité de remplissage de 6 réservoirs répartis sur le pavillon du véhicule (deux en partie centrale, et quatre à l'arrière). Le remplissage nocturne, équivalait à la rotation d'un véhicule de transport en commun traversant la totalité de Marseille sur la ligne no 41.
Les dernières difficultés, qui viendront contrarier le projet, ont été dans l'obtention de l'autorisation de rouler. Les divers ministères associés étaient dans l'incapacité d'évaluer, et donc de chiffrer, une nouvelle TIPP (actuelle TICPE) pour un tel mode de propulsion.
Les premiers temps de mise en exploitation ont pourtant montré les limites d'un tel système. La technologie, qui se voulait « écologique », tout en réduisant (pour ne pas dire supprimer) les usures induites des motorisations diesel, avait apporté un inconvénient majeur : la perte de puissance importante, et donc de couple.
Fort de ce constat, la RTM continua à exploiter ce véhicule pendant quelques années, et abandonna son intention de créer une partie de sa flotte en GNV. Le pari était pourtant gagné. Donner à Renault, les arguments nécessaires à commercialiser des véhicules qui étaient en majeure partie fabriqués en Nouvelle-Zélande et en Italie.

## Production et utilisation
En raison de ces conditions de distribution, le GNV a d'abord intéressé les utilisateurs de flottes captives, à savoir des flottes de véhicules rattachées à un site équipé d’un compresseur. Il s’agit prioritairement des autobus et des gros utilitaires urbains (bennes à ordures, par exemple).
Le GNV peut aussi être produit par récupération de l’énergie latente des gazoducs de transport à haute pression aux points de détente vers les réseaux de distribution et, plus intéressant encore, aux postes d’entrée des établissements industriels gros consommateurs de gaz. La chute de pression de 50-70 bars entre le gazoduc et les brûleurs et autres équipements du site peut être utilisée pour sur-comprimer, voire liquéfier jusqu'à 10 à 15 % du flux de gaz entrant.
Le GNC/GNL ainsi produit sans dépense d’énergie au fur et à mesure de l’activité, est un carburant propre de substitution au diesel dans la flotte de camions, engins et autres véhicules, « quasi-captifs », qui servent aux divers besoins du site: extraction ou apport des matériaux, livraison journalière des produits, transport du personnel posté. L'intérêt environnemental est double: récupération d'énergie (autrement perdue) et substitution d'un carburant plus propre (moindre ratio C/H).
Il ne faut pas confondre Gaz naturel pour véhicule (GNV), et Gaz de pétrole liquéfié (GPL). Le GNV est un produit gazeux composé de méthane, alors que le GPL est un produit liquide constitué de butane et de propane. Pour des raisons techniques, un véhicule GPL ne peut absolument pas fonctionner au GNV et inversement.

## Technologie

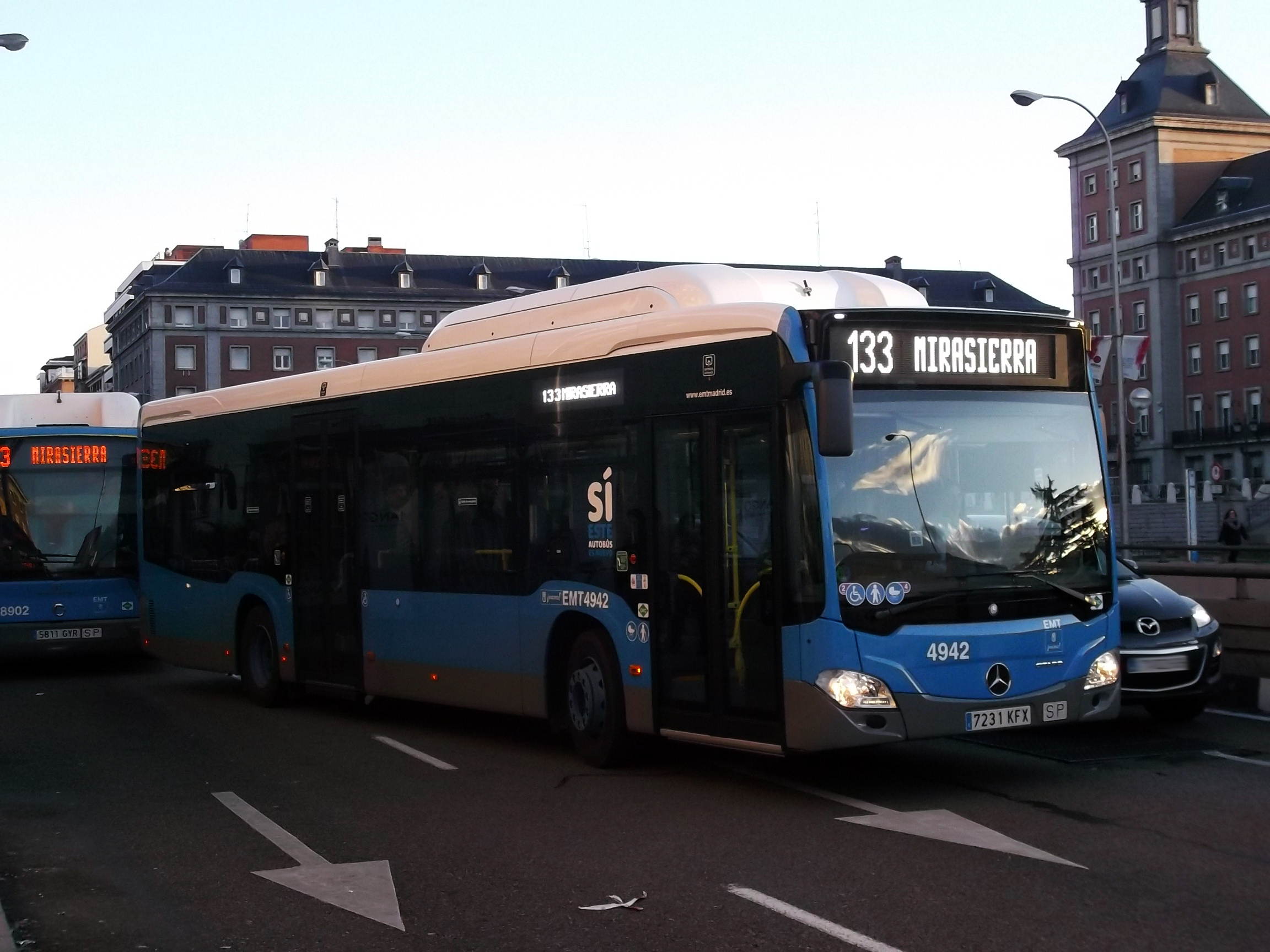
Un bus Mercedes-Benz Citaro C2 NGT à Madrid

Un véhicule classique à moteur à combustion et explosion peut être adapté pour la bicarburation (essence / GNV). Les véhicules au gaz naturel sont de plus en plus utilisés en Europe et en Amérique du Sud en raison de la hausse du prix de l'essence, et pour raisons écologiques. Le GNV commence à être adopté pour les véhicules personnels légers, mais aussi pour les véhicules de transport public, y compris les trains.
La densité volumique d'énergie du GNV est estimée à 42 % du GPL (car il n'est pas liquéfié), et à 25 % de celle du gazole.
Le GNV peut être utilisé dans les moteurs à quatre temps (essence) et moteurs diesel modifiés. Il est alors question de «rétrofit ».
Les moteurs quatre temps à mélange pauvre peuvent atteindre un rendement thermique supérieur à celui des moteurs quatre temps sans limitation du mélange, au prix d'émissions de NOx et d’hydrocarbures. Un moteur à commande électronique fournit, dans l'ensemble, le plus de puissance pour le moins d'émissions, surtout lorsque équipé de recirculation des gaz d'échappement, de turbocompresseur avec refroidisseur, et d'un convertisseur catalytique à trois voies, mais souffre en termes de rejet de chaleur et consommation de carburant.
Un moteur à gaz naturel convenablement conçu peut avoir un plus grand rendement qu'un moteur à essence car l'indice d'octane du gaz naturel est plus élevé que celui de l'essence, ce qui permet de fabriquer des moteurs à taux de compression plus élevé.
L'approvisionnement en GNV peut se faire de systèmes à basse pression (« remplissage lent »), ou à haute pression (« remplissage rapide »). La différence réside dans le coût de la station de ravitaillement par rapport au temps de remplissage. Il existe également des adaptations pour se ravitailler la nuit à partir d'une conduite de gaz, mais cette pratique est interdite dans certains pays. Le ravitaillement au gaz naturel domestique est de plus en plus populaire aux États-Unis, en particulier en Californie et à New York, et des déductions d'impôt sont disponibles pour l'installation nécessaire.
Les réservoirs de GNV peuvent être en acier, aluminium, ou fibre de carbone - résine. Les nouvelles bouteilles en composite (tôle métallique entourée d'une fibre, de type « ISO 11439 CNG-3 » / Filament continu imprégné de résine avec liner non métallique (tout composite) « ISO 11439 CNG-4 ») sont particulièrement intéressantes pour les véhicules, car beaucoup plus légères que les précédentes en acier et en aluminium, ce qui induit une réduction de consommation du carburant. Les bouteilles livrées avec soupapes de sécurité suivent généralement la norme ISO 11439.
L'équipement nécessaire à un moteur pour le GNV comprend un régulateur de pression (un dispositif qui convertit la pression de stockage à la pression d’utilisation), et un mélangeur ou des injecteurs.
Les premiers kits d’adaptation au GNV comprenaient un mélangeur de gaz de type Venturi. Couplé au mélangeur de gaz, est un doseur asservi par un moteur pas à pas, ce dernier se fiant à la lecture d’une sonde à oxygène dans les gaz d'échappement.
Les nouveaux kits de conversion au GNV offrent une injection électronique multipoint semblable à celle que l'on trouve sur le moteur d'une voiture à essence.

## Avantages et inconvénients

### Avantages
Le gaz naturel utilisé comme carburant pour véhicules (GNV) a un pouvoir calorifique moyen de 10,5 kWh/Nm3 avec un indice d'octane de 125 à 130. Un réservoir de 80 litres de gaz comprimé à 20 MPa contient 20 Nm3 de gaz.
Le biogaz issu de la fermentation de matière (déchets...) organiques est utilisé comme carburant (biométhane carburant) sous deux formes : GNC (comprimé à 20 MPa, soit 200 bars) ou GNL (liquéfiée à −163 °C). 
La combustion du gaz naturel est bien plus propre (chimiquement parlant) que celle des carburants classiques (CO2 : -25 % par rapport à l’essence, pas de particules, oxydes d’azote : -80 %) et les moteurs fonctionnant au GNV sont plus silencieux. Le GNV peut être utilisé, moyennant des adaptations légères, dans des moteurs essence ou Diesel. Ainsi, en Europe, la gamme des véhicules roulant au GNV couvre les véhicules légers, les utilitaires légers, les engins spéciaux et de propreté, les camions, les bus et les bennes à ordures ménagères. L’autonomie des véhicules équipés de motorisations au gaz naturel est conforme à l’ensemble des usages de mobilité urbaine, interurbaine et longue distance. Cette autonomie s’étend de 300-400 km pour les VL au GNC à 1 000 km pour les poids lourds au GNL.[réf. nécessaire]
Pour le producteur, le GNV présente aussi l'intérêt de permettre une consommation régulière toute l'année, alors que la demande de gaz de chauffage est surtout hivernale. Il doit cependant se former à la gestion du risque.
Par rapport au diesel et à l'essence, le gaz naturel véhicule (GNV) permet de réduire les émissions d'oxydes d'azote de 30 % à 70 %, les particules fines de 90 %, selon l'Agence de l'environnement et de la maîtrise de l'énergie (Ademe). Pour les gaz à effet de serre, le gain peut atteindre 15 % par rapport au gazole, selon l'Association française du GNV. Ce carburant paraît particulièrement adapté au secteur du transport routier, car l'électrique est « incompatible avec les contraintes de la quasi-totalité des flux de marchandises », selon la Fédération nationale du transport routier (FNTR), qui estime qu'en l'état actuel de la technologie, un véhicule de 44 tonnes requerrait des batteries de plus de 20 tonnes. De plus, le gouvernement a gelé la taxe carbone jusqu'en 2022 pour le GNV, alors qu'elle augmente chaque année pour les carburants issus du pétrole. Mais l'autonomie des véhicules roulant au GNV est limitée à 500 km, deux fois moins que pour les camions au gazole, et le coût des véhicules est plus élevé de 20 % à 30 %. L'association française du GNV prévoit que 20 % des nouvelles immatriculations de camions en France rouleront au gaz en 2022, et la moitié en 2030.
Le gaz naturel en tant que combustible gazeux est considéré comme plus sûr que l'hydrogène en raison d'une plus faible inflammabilité, de sa faible corrosivité et de sa meilleure étanchéité en raison de son poids moléculaire plus important et de sa taille, ce qui se traduit par des solutions matérielles moins coûteuses basées sur des technologies éprouvées.[réf. souhaitée]

### Inconvénients
Le gaz naturel comprimé exige une plus grande quantité d'espace de stockage que l'essence et que le GPL.
Vu qu'il s'agit d'un gaz comprimé, plutôt que d'un liquide, le GNV prend plus de place par « litre d'essence équivalent » (LEE).
Donc, un réservoir pour stocker le GNV prend généralement une place supplémentaire dans le coffre d'une voiture, ou sur le plateau d'une camionnette.
Ce problème est résolu lors de la construction en usine de certains véhicules au GNV par l’installation du réservoir sous la carrosserie, grâce à une disposition plus rationnelle des composants, laissant le coffre vide (par exemple, la Fiat Panda II, la Fiat Multipla, l'Opel Zafira Opel Zafira, la Volkswagen eco up Volkswagen up!, la Volkswagen Caddy EcoFuel, le Chevy taxi (vendus dans des pays comme le Pérou), etc.). Mais les véhicules au GNV sont considérés comme aussi sûrs que ceux à l'essence,,.
Le gaz naturel est l'une des énergies fossiles responsables de 90 % des émissions de CO2 et de 70 % de celles de l'ensemble des gaz à effet de serre. Les voitures au GNV permettent une réduction de 25 % des émissions par rapport à une voiture à pétrole mais c'est nettement moins que les voitures électriques qui permettent de réduire les émissions de 77 % en France et 63 % en Europe.

## Véhicule au GNV

### Voitures GNV
Les voitures GNV disponibles en Europe sont des véhicules bi-carburés, mais brûlant un seul combustible à la fois. Elles disposent d'un moteur à explosion à allumage commandé fonctionnant également à l'essence. Cela signifie qu'ils peuvent fonctionner indifféremment soit à l'essence, soit au GNV provenant d'une bouteille dans le coffre. Le conducteur choisit le carburant à utiliser par le biais d'un interrupteur au tableau de bord.
Les voitures vendues en Europe sont des voitures bi-carburant. Mais la taille du réservoir pour essence varie selon les modèles.
Tout véhicule à essence peut être converti à la bi-carburation essence-GNV. Les magasins autorisés peuvent faire la mise à niveau qui implique l'installation d'un réservoir GNV dans le coffre, de la tuyauterie, d'un système d'injection de gaz naturel, et de l'électronique. Outre la réduction des coûts de consommation et de notre dépendance vis-à-vis des pays producteurs de pétrole, un avantage majeur des véhicules au GNVC est de réduire la pollution.

### Autobus GNV
Le gaz naturel est à ce jour[Quand ?] le carburant alternatif non-dérivé du diesel le plus répandu pour la propulsion des autobus. Il est utilisé sous sa forme compressée (GNC).

### Camions GNV
L'utilisation de ce type de carburant pour les camions a longtemps été interdite en France puis retardée à cause de la puissance limitée des moteurs. La première utilisation pratique sur un véhicule lourd du moteur conçu par FPT Industrial, le CURSOR C8 NP, est le fait du constructeur de poids-lourds IVECO, filiale du groupe Fiat S.p.A., en septembre 2014 avec son nouveau modèle Stralis 330 NP.
Lancé en octobre 2017, le nouveau Stralis 460 NP a démontré une autonomie record lors d'un essai grandeur nature à l'automne 2018, entre Londres et Madrid, soit 1,728 km parcourus en deux jours et demi sans refaire le plein.
IVECO révèle fin novembre 2018 une nouvelle version de ce moteur C13 500NP EVO dont la puissance est portée à 500 Ch DIN.

### Locomotives GNV
Des locomotives GNV sont exploitées par plusieurs compagnies chemins de fer. Le chemin de fer touristique de la Napa Valley a adapté avec succès avant 2002 une locomotive diesel pour fonctionner au gaz naturel comprimé.
Cette locomotive a été améliorée par un système d'injection à commande électronique en mai 2008, et est maintenant la locomotive principale de son circuit.
Ferrocarril Central Andino, au Pérou, exploite une locomotive de fret au GNV depuis 2005. Les locomotives GNV sont généralement des locomotives diesel-électrique transformées pour utiliser un générateur au GNV au lieu du générateurs diesel qui produit l'électricité qui alimente le moteur du train.
Certaines locomotives GNV sont en mesure d'actionner le générateur seulement lors d'une demande de puissance, ce qui, en théorie, leur donne une plus grande efficacité énergétique qu'un moteur diesel.

## GNV par rapport au GPL
Le GNV est différent du GPL carburant (GPL : gaz de pétrole liquéfié).
Dans le cas du GNV, le carburant est le gaz naturel. Il est essentiellement constitué de méthane, ce qui lui permet dans le cas du GNC d'être stocké en phase gazeuse sous des pressions de l'ordre de 200 à 300 bars à température ambiante. Afin de stocker ce gaz naturel sous une forme liquide, il est nécessaire de le refroidir jusqu'à environ −160 °C, il s'agit du GNL.
Le GPL carburant (noté GPL ou GPLc) est un mélange en proportions à peu près égales de propane et de butane. Contrairement au gaz naturel, il peut être stocké en phase liquide à température ambiante dans les réservoirs des véhicules sous une pression de quelque bars.

## Dans le monde
Au 31 juillet 2019, 27,8 millions de véhicules au GNV sont recensés dans le monde soit 3 % du parc automobile mondial. Les principaux marchés sont la Chine (7 millions), l'Iran (5 millions), le Pakistan (4,1 millions), l'Inde (3,1 millions), l'Argentine (2,2millions), et le Brésil (2 millions) .
L’usage du GNV se consolide depuis 20 ans et connait un nouvel essor en Europe et en France.
De 1990 à 2010 (en 20 ans) le nombre des véhicules-GNV a augmenté de 18 % par an dans le monde pour atteindre 13 millions de véhicules (400 000 bus, 200 000 PL, 12,4 millions de VL).
En Amérique et Asie ce rythme s’est récemment accéléré. L'Association NGVA Europe et le study Group 5.3 de l’IGU prévoient pour 2020 65 millions de véhicules au GNV dans le Monde (9 % du marché)). Les principales villes européennes, sont équipées en bus GNV pour 13 % de leurs flottes en moyenne (Italie, France, Allemagne, Espagne, Suède, Grèce, Portugal, Hollande). L'engouement pour le GNV s’accélère. Ainsi des villes comme Madrid et Barcelone ont décidé en 2010 d’augmenter, de manière significative, la part de leur parc de bus au GNV (de 25 à 50 %). Après des hésitations, des villes comme Lille, Strasbourg, Bordeaux et Clermont-Ferrand développent de nouveau leurs flottes de bus GNV. Sur les 20 000 bennes à ordures ménagères (BOM) en service dans les grandes Villes d’Europe, 3 000 sont au GNV (15 % du parc).

### Amérique du Nord

#### Canada
Le Canada est un grand producteur de gaz naturel, de sorte qu'il en résulte que le GNV est utilisé au Canada comme un carburant économique. L'industrie canadienne a mis au point des moteurs de camions et d'autobus alimentés au GNV,. Les stations services proposant à la fois GNV et propane ne sont pas difficiles à trouver dans les grandes villes.

#### États-Unis
Aux États-Unis, des déductions d'impôt fédéral sont disponibles pour l'achat d'un nouveau véhicule au GNV. L'utilisation de ce carburant varie d'un État à l'autre. En Californie, le GNV est largement utilisé par les véhicules de municipalités et des comtés, ainsi que les transports publics (autobus citadins / scolaires), et la Californie du Sud compte à elle seule 90 stations-service publiques. Bien que le prix du gaz naturel soit en hausse, le gaz naturel comprimé est disponible à 30-60 % de moins que le prix de l'essence, moyenne constatée, dans une grande partie de la Californie. L’utilisation personnelle du GNV est un petit marché de niche actuellement, bien qu'avec les incitations fiscales et un nombre croissant de stations-service, il connaisse une croissance sans précédent. L'État de l'Utah offre un réseau de stations-service subventionné par l'État, vendant le GNV au prix de 0,85 $/gge (gazoline gallon équivalent), alors que l'essence est au-dessus de 4,00 $ par gallon (1,00 $/L). Ailleurs dans le pays, le prix au détail moyen est d'environ 2,50 $/gge (0,66 $/lee), avec le ravitaillement domestique aux alentours de 1,50 $/gge (0,54 $/lee). À part les véhicules transformés, et les véhicules revendus d'occasion par les services publics, le seul véhicule au GNV produit actuellement aux États-Unis est la berline Honda Civic GX, en production limitée et seulement disponible dans quelques États.
Une initiative, connue sous le nom du « plan Pickens », qui appelle à l'accroissement d'usage du GNV comme combustible pour véhicules lourds, a été récemment lancée par l'entrepreneur pétrolier T. Boone Pickens. En 2008, les électeurs de Californie ont rejeté, par une importante majorité (59,8 % à 40,2 %), une mesure de 5 milliards de dollars d'obligations qui, entre autres, aurait offert des remises pour l'achat de véhicules au GNV.
Le parlement américain a encouragé la transformation des véhicules au GNV par des déductions d'impôt à hauteur de 50 % du coût de l’adaptation de l’auto et de la station d'approvisionnement domestique.
Cependant, alors que le GNV est un combustible beaucoup plus propre, la transformation nécessite un certificat de l'Agence de protection de l'environnement (EPA) (équivalent au certificat des mines en France). Le non-respect des exigences d'un certificat de ce type peut coûter jusqu'à 50 000 $.

### Europe

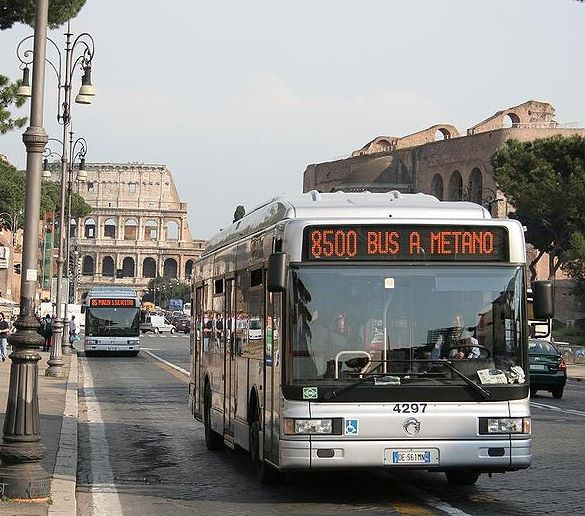
Irisbus Cityclass .12.27 GNV, exploité par ATAC à Rome.

#### Allemagne
En Allemagne, la production de véhicules au GNV est supposée s'accroître de deux millions d'unités de transport à moteur d'ici l'an 2020. Le coût du carburant GNV va du tiers à la moitié des autres combustibles fossiles en Europe[réf. nécessaire]. En 2008, il existe environ 800 stations-service GNV en Allemagne.

#### France
Pour les particuliers, il existe plusieurs possibilités. Le réseau de stations service de GNVERT, filiale de Engie Cofely, permet aux particuliers de faire le plein de GNV en France. D'autres stations sont aussi développées par d'autres opérateurs (Total, Air Liquide, etc.). Il est aussi possible d'établir des conventions de distribution auprès des stations de flottes de captives GDF ou autres (bus de ville, par exemple).
Le GNV est, comme tout autre carburant, soumis en France à la taxe intérieure de consommation sur les produits énergétiques (TICPE), au taux de 5,23 c€ par mètre cube normalisé.
L'utilisation d'un compresseur de gaz naturel destiné à être utilisé comme carburant nécessite une autorisation délivrée par la direction générale des Douanes et Droits indirects[réf. souhaitée].
Les voitures et utilitaires GNV disponibles en France sont en majorité des véhicules à moteur bi-carburation gaz naturel/essence. L'autonomie en essence permet de compenser la densité de points de remplissage publics GNV en France.
L'administration française a mis en place une variété de subventions ou d'incitations fiscales pour les entreprises ou les particuliers en faveur des véhicules au GNV, qui sont des véhicules propres. Les collectivités territoriales en France ont quant à elles obligation d'acquérir 20 % de véhicules propres lors du renouvellement de leur parc automobile.
En 2023, 44 % des bus et autocars immatriculés en France sont des véhicules au GNV.  329 points d’avitaillement sont en activité en France en 2023.  Produits en plus petites quantités, les véhicules au GNV coûtent en moyenne 30 % plus cher qu'un diesel, mais le gaz carburant rejette 20 % de CO2 en moins et il est 20 % moins cher à la pompe, étant soumis à une TICPE plus faible ; il permet une autonomie de 600 km.
Le marché du GNV s'adresse majoritairement aux véhicules utilitaires. Début 2024, 37 800 véhicules roulent au bioGNV-GNV dont 22 500 véhicules lourds.

#### Italie
L'Italie est actuellement le premier marché en Europe et détient la quatrième place dans le monde en nombre de véhicules au GNV en circulation. Le pays a plus de 1173 stations-service GNV.
L'usage du méthane (GNV) pour les véhicules a débuté dans les années 1930 et se poursuit.
Il s'est produit une grande expansion du marché du gaz naturel pour véhicules (GNV et GPL) causée par la hausse du prix de l'essence et par le besoin de réduire les émissions de polluants atmosphériques depuis la fin des années 2000.
Avant 1995, la seule possibilité d'obtenir une voiture alimentée au GNV était l'installation d'un kit sur un véhicule classique. Les fabricants étaient Bigas, Landi Renzo, OMVL, Prins Autogassystemen et Tartarini Auto, presque tous utilisaient les pièces électroniques de chez AEB.
Landi Renzo et Tartarini ont des filiales qui vendent des véhicules en Asie et en Amérique du Sud.
Depuis 1995, des voitures bi-carburées (essence / GNV) sont disponibles chez plusieurs grands fabricants. Actuellement, Citroën, Fiat, Mercedes, Opel, Renault, Volkswagen et Volvo vendent divers modèles de voitures et petits camions essence/GNV.
En fait, les pièces GNVC utilisées par les grands constructeurs automobiles sont effectivement celles produites par les fabricants des kits, comme le cas de Fiat qui utilise les composants Tartarini, Volkswagen ceux de Teleflex GFI et de Landi Renzo.

#### Portugal
Le Portugal a 4 stations-service GNV, mais 3 d'entre elles ne vendent pas au public. Seulement à Braga, on peut le trouver à la station de bus de la ville (TUB).

#### Turquie
En Turquie, Ankara a 1 050 autobus au GNV.

### Amérique du Sud
(novembre 2019).
Si vous disposez d'ouvrages ou d'articles de référence ou si vous connaissez des sites web de qualité traitant du thème abordé ici, merci de compléter l'article en donnant les références utiles à sa vérifiabilité et en les liant à la section « Notes et références ».

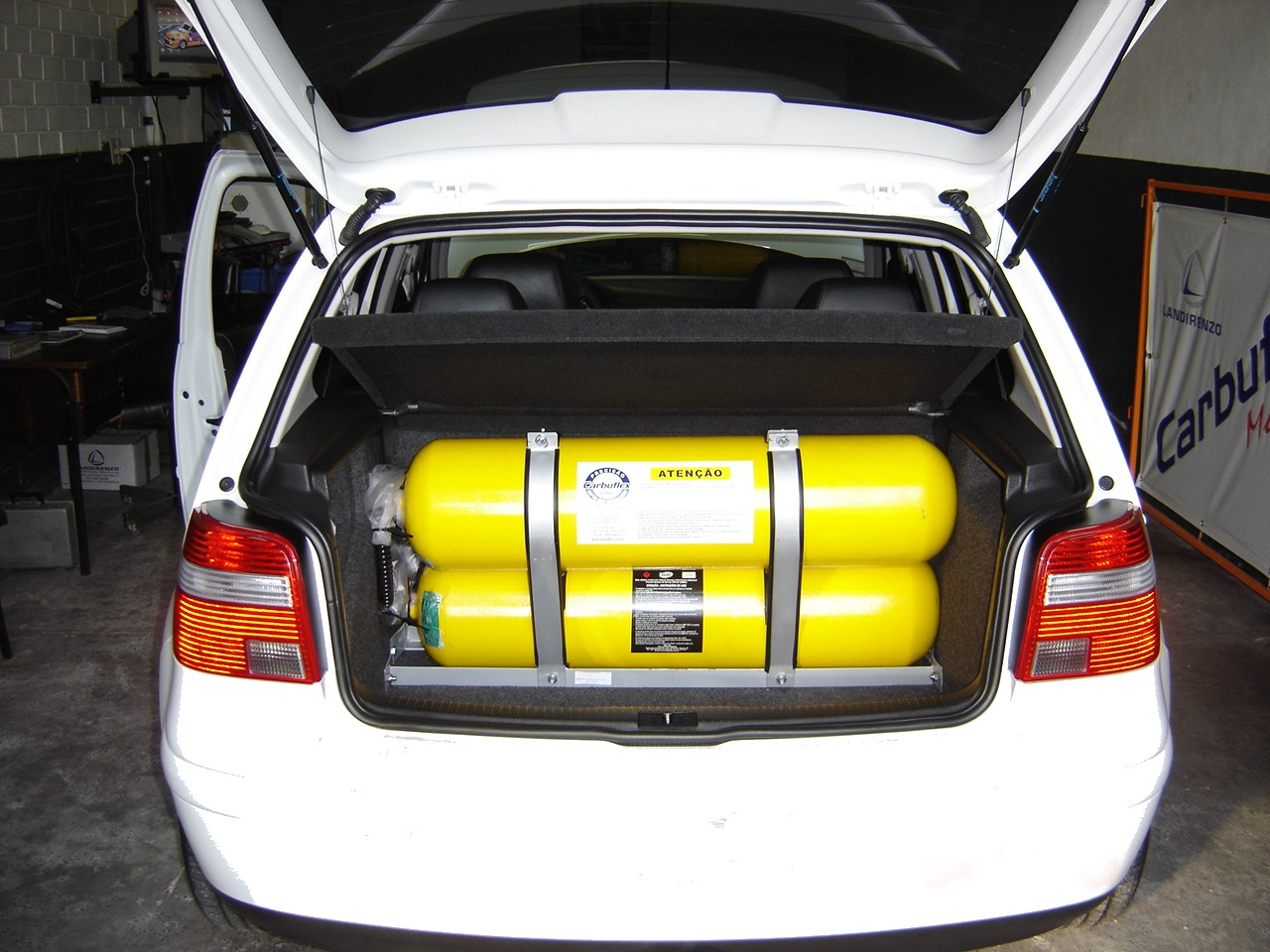
Réservoirs de gaz dans une voiture.

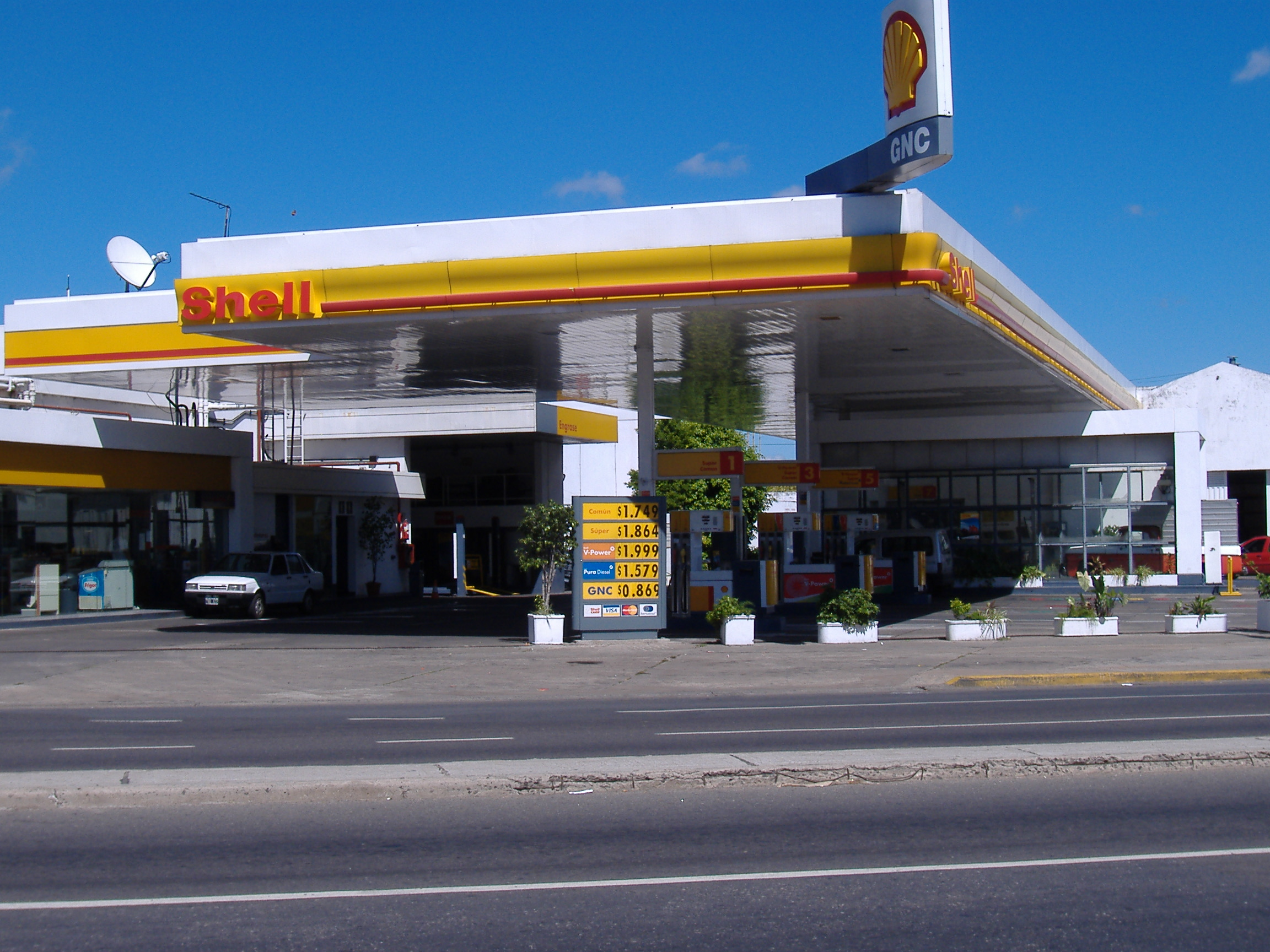
Station GNV à Rosario, Argentine.

L'Argentine et le Brésil sont les deux pays avec les plus grandes flottes de véhicules au GNV. L’adaptation a été facilitée par un grand écart de prix avec les combustibles liquides.
Le matériel de transformation est produit localement et l’infrastructure pour le GNV s'étend. Un « réseau-bleu » des stations GNV sur les principales autoroutes du Cône Sud (notamment le Chili et la Bolivie) est en cours de développement pour approvisionner le transport à longue distance.

### Asie
(novembre 2019).
Si vous disposez d'ouvrages ou d'articles de référence ou si vous connaissez des sites web de qualité traitant du thème abordé ici, merci de compléter l'article en donnant les références utiles à sa vérifiabilité et en les liant à la section « Notes et références ».

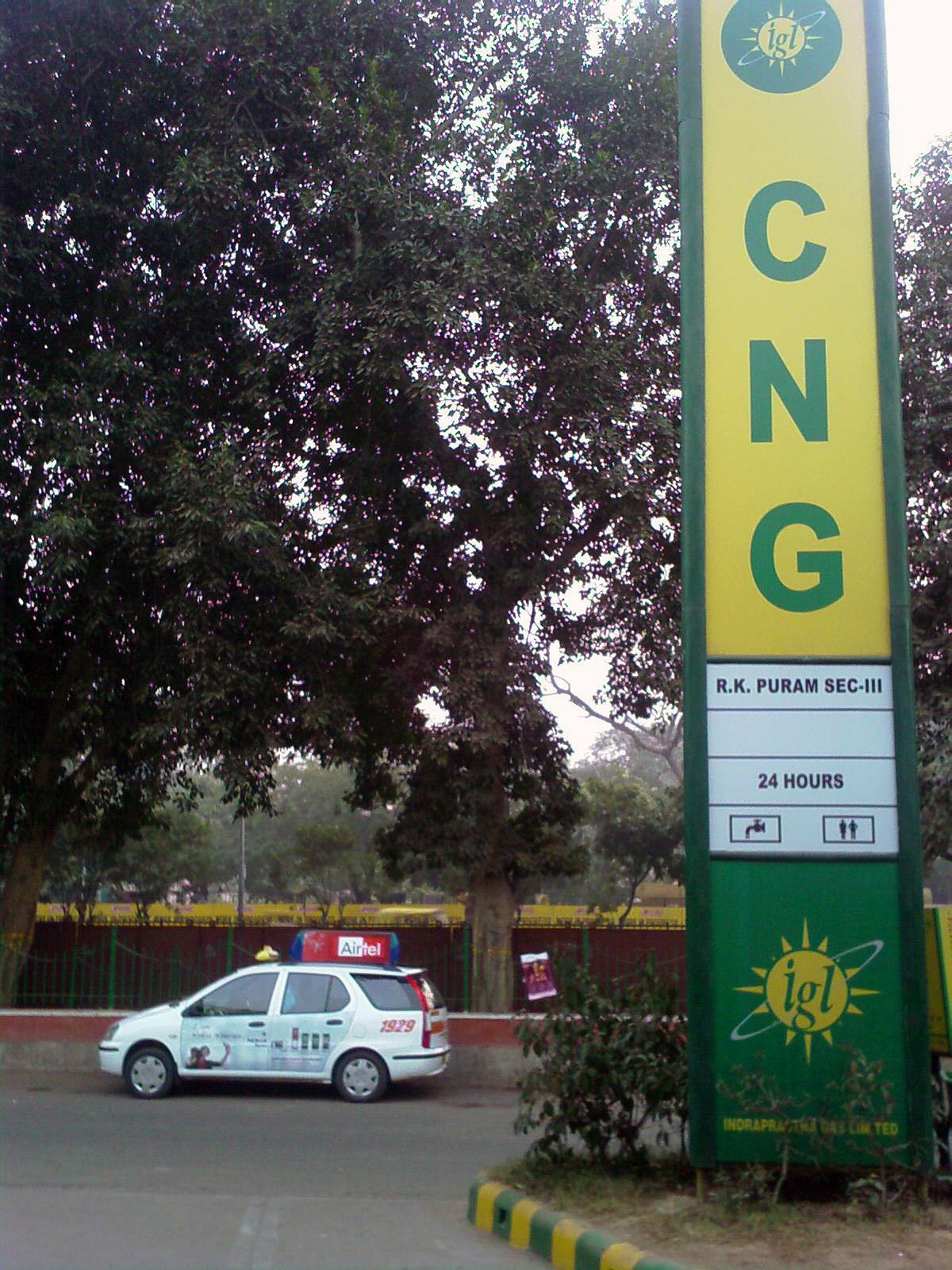
Radio Taxi GNV à New Delhi, Inde

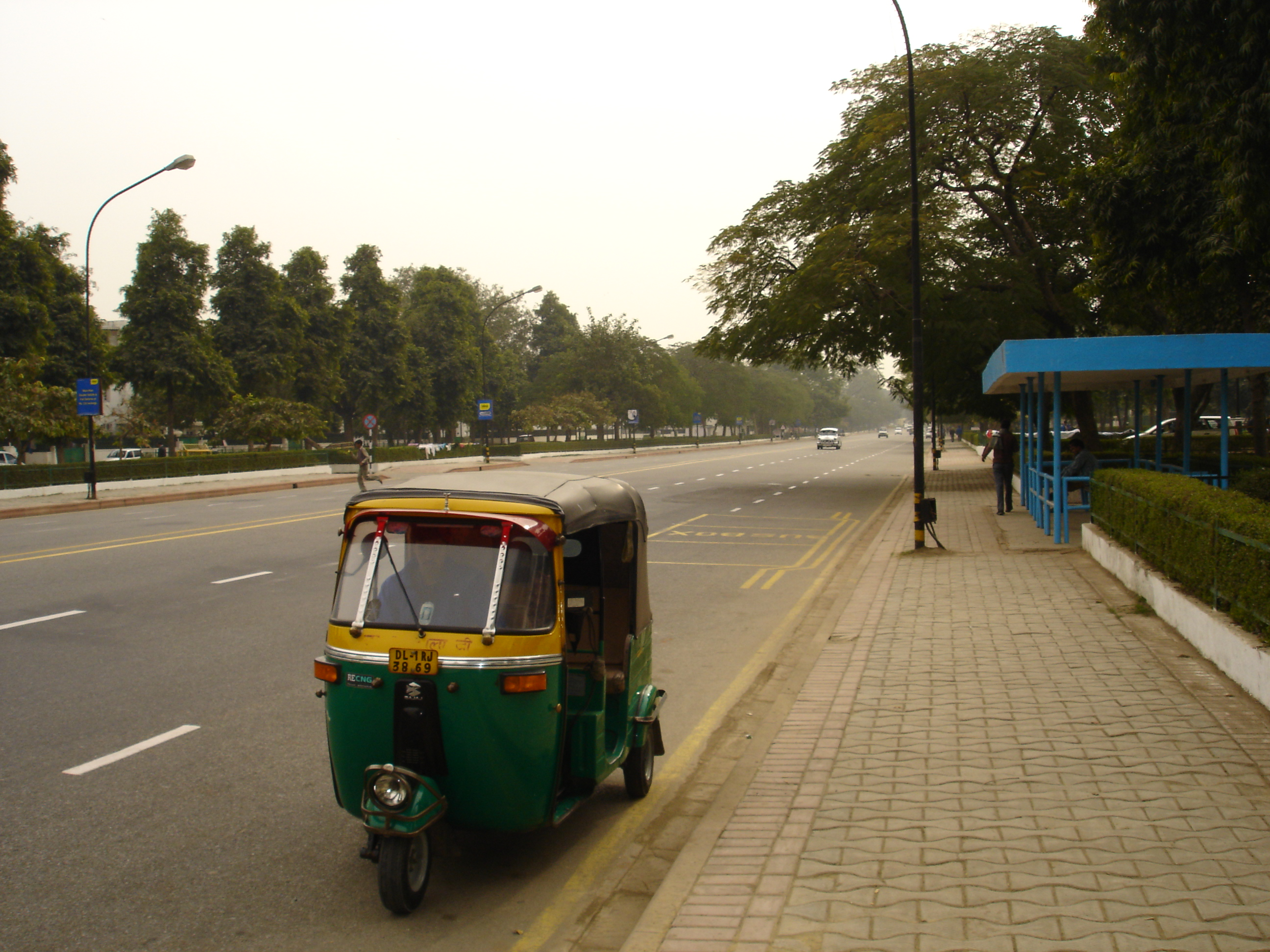
Un des nombreux autorickshaws au GNV à New Delhi, Delhi.

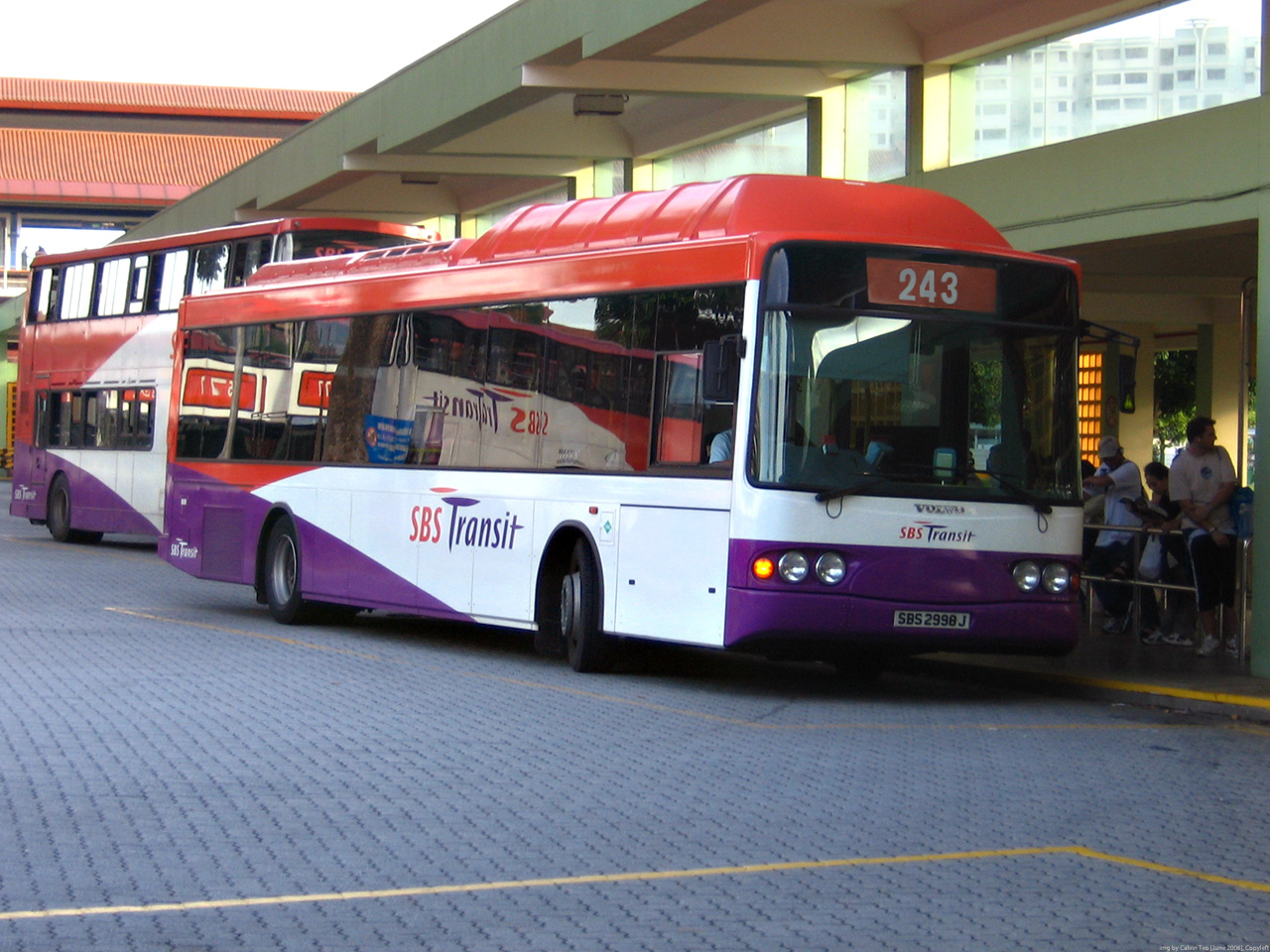
Un bus Volvo B10BLE GNV, exploité par SBS Transit à Singapour.

Le GNV est devenu l'une des principales sources de combustible des moteurs de voiture en Iran, au Pakistan, au Bangladesh et en Inde.
En Inde, l'usage du GNV est mandaté pour le système de transport public de New Delhi, ainsi que pour la ville d'Ahmedabad, dans l'État du Gujarat.
La Delhi Transport Corporation exploite la plus grande flotte de bus GNV au monde.
Aujourd'hui, de nombreux rickshaws ainsi que les véhicules personnels en Inde et au Bangladesh sont en cours d’adaptation à la technologie GNV, dont le coût est de l'ordre de 800 à 1 000 $.
Dans la capitale du Bangladesh, Dacca, pas un seul rickshaw sans GNV n’est autorisé depuis 2003.
En Iran, quelque 650 000 véhicules ont été adaptés à la bicarburation depuis 2007, soit à la fabrication en usine, soit dans des ateliers spécialisés. Il y a près de 400 stations de ravitaillement opérationnelles dans tout le pays et des plans pour élargir le réseau à plus de 800 stations. Il existe aussi un mandat du gouvernement pour que 60 % des voitures produites localement soient équipées du système à double carburation.
Au Moyen-Orient et en Afrique, l'Égypte est un dix premiers pays dans le monde avec plus de 63 000 véhicules GNV et 95 stations-service. L'Égypte fut également le premier pays en Afrique et au Moyen-Orient à ouvrir une station service de GNV en janvier 1996.
Au Pakistan, la majorité des véhicules privés sont adaptés au GNV en raison du prix de l'essence. Désormais, seules les voitures de luxe et les véhicules officiels fonctionnent à l'essence. Toutefois, en raison d'un mauvais contrôle de qualité, des accidents d'explosion de réservoirs non conformes aux normes se sont produits, sans que de tels accidents soient fréquents.
À Singapour, le GNV est de plus en plus utilisé dans le transport public et les taxis, de même que pour le transport de marchandises.
Toutefois, selon « Channel NewsAsia » le 18 avril 2008, de plus en plus de propriétaires de voitures privées dans ce pays font convertir leurs véhicules à la bicarburation — sans doute motivés par l'escalade du prix de l'essence. Le coût initial de la transformation d'une voiture ordinaire à bi-carburant dans l'atelier de conversion allemand de C. Melchers-Galileo, par exemple, est d'environ 4 000 S$ (2 300 USD), projetant la promesse de véritables économies de coûts du la solution bi-carburant à long terme.
Singapour a pour le moment trois stations-service de gaz naturel. SembCorp Gas Pte Ltd gère la station sur l'île Jurong, et, conjointement avec Singapore Petroleum Company, celle à Jalan Buroh. Ces deux stations sont situées dans la partie ouest de l'île. Une autre station se trouve à Mandai Link au nord et est gérée par SMART Energy. SMART planifie une deuxième station sur l'avenue Serangoon North 5, qui entrera en service à la deuxième moitié de 2008 ; deux autres aussi : à Jalan Bukit Merah et à Bedok, dans le centre et à l'est de l'île.
En tant que principale motivation pour l'usage de cet éco-carburant, Singapour a la Remise pour les Véhicules Verts (Green Vehicle Rebate, GVR) pour les utilisateurs de technologie GNV. Mise en place en janvier 2001, la GVR accorde un rabais de 40 % sur la valeur sur le marché libre (Open market value, OMV) de véhicules particuliers verts nouvellement inscrits.
En Malaisie, l'usage du GNV a été initialement introduit pour les taxis et les navettes de l'aéroport au cours de la fin des années 1990. Des taxis neufs à moteur GNV furent lancés, tandis que les opérateurs de taxi étaient encouragés à effectuer la transformation complète du moteur de leurs taxis.
L’utilisation du GNV est restée confinée en grande partie aux taxis, en raison d'un manque d'intérêt, et se situe principalement dans la vallée de Klang et à Penang. Pas d'encouragements furent proposées, sauf aux propriétaires de taxi, tandis que des subventions venant de l'État sur l'essence et le diesel ont rendu les véhicules conventionnels moins cher à utiliser aux yeux des consommateurs.
Petronas, la compagnie pétrolière nationale, détient aussi le monopole du gaz naturel destiné aux usagers de la route. En juillet 2008, Petronas ne fait fonctionner que près de 150 stations-service GNV, dont la plupart sont concentrés dans la vallée de Klang. En même temps, une autre cinquantaine est attendue d'ici la fin de 2008.
Comme les subventions sur les combustibles ont été progressivement supprimées en Malaisie à partir du 5 juin 2008, la hausse de 41 % du prix de l'essence et du diesel a conduit à une croissance de l'ordre de 500 % du nombre de nouveaux réservoirs de GNV installés. Le constructeur automobile national Proton a contemplé la montée du kit GNV de Prins Autogassystemen dans ses modèles Waja, Saga et Persona, d'ici la fin de 2008, tandis qu’un concessionnaire local de voitures Hyundai assemblées localement offre les derniers modèles pré-équipés.
Les centres de conversion, qui ont également profité de la ruée à la baisse des coûts d'exploitation, effectuent aussi des conversions partielles sur les véhicules routiers, leur offrant la bi-carburation à un coût variant entre 3 500 et 5 000 RM pour les voitures particulières.
En Chine, des entreprises telles que Sino-Energy s'attellent au développement du réseau de stations GNV dans les villes de taille moyenne de l'intérieur du pays, où au moins deux gazoducs sont opérationnels. Le pays est passé en 10 ans (2009-2019) de 450 000 à plus de 7 millions d'unités sur son territoire en devenant ainsi le leader mondial de la filière. La Chine est aussi le premier pays en termes de stations installées avec ¼ des stations sur son territoire (sur les 32 500 installées mondialement). Depuis 2015, le parc GNV national croit en moyenne d'un million de véhicules annuellement. Ce parc GNV représente 3% du parc automobile chinois, première demande mondiale de véhicules.

### Océanie
Au cours des années 1970 et 1980, dans le sillage de la crise pétrolière, l'usage du GNV fut courant en Nouvelle-Zélande, mais est tombé en déclin après que le prix de l'essence ait redescendu.
Brisbane Transports et Transperth en Australie ont tous deux adopté une politique d'achat exclusif de bus GNV à l'avenir. Transperth est en train de se procurer 451 autobus Mercedes-Benz OC500LE et d'évaluer l’autobus articulé GNV de Scania. MAN. et Irisbus, tandis que Brisbane transports a fait l'acquisition de 216 Scania L94UB et 240 MAN modèles 18.310, ainsi que 30 autobus articulés MAN NG 313 GNV. La State Transit Authority of New South Wales (opérant sous le nom de Sydney Buses) exploite 102 bus Scania L113CRB, deux Mercedes-Benz O405, et 300 autobus Mercedes-Benz O405NH, et sont en train de prendre livraison de 255 Mercedes-Benz OC500LEs, conformes à la norme Euro 5. Dans les années 1990, Benders Busways de Geelong a testé des bus GNV pour la Energy Research and Development Corporation. Martin Ferguson, Ollie Clark, et Noel Childs sont passés aux nouvelles télévisées de ABC 7:30 pour soulever la question du GNV comme option de carburant de transport négligée, en soulignant l'importance des volumes de GPL actuellement exportés de la North West Shelf en regard du coût de l'importation de pétrole brut en Australie. La possibilité et les voies de développement de l'industrie sont mises en correspondance d'une synthèse sur le site d'actualités de Rosetta Moon.